# Place du Nicaragua
La place du Nicaragua est une voie située dans le quartier de la Plaine-de-Monceaux du 17e arrondissement de Paris.

## Situation et accès
La place du Nicaragua est desservie par la ligne 3 à la station Wagram.

## Origine du nom
Elle porte le nom du Nicaragua, pays d'Amérique Centrale.

## Historique
La place est créée et prend sa dénomination actuelle en 1968 sur l'emprise d'une partie du boulevard Malesherbes.